# Lady Moura
M/Y Lady Moura är en megayacht tillverkad av Blohm + Voss i Tyskland. Hon levererades 1990 till Nasser Ibrahim Al-Rashid, saudisk affärsman och miljardär, som betalade då ett pris som motsvarar 200 miljoner euro för megayachten. Vid den tidpunkten var den världens dyraste privatyacht. I juni 2021 sålde Al-Rashid megayachten till den mexikanske gruvmagnaten och miljardären Alberto Baillères González för 125 miljoner euro.
Megayachten designades både exteriört och interiört av Luigi Sturchio. Lady Moura är 104,8–104,85 meter lång och har en kapacitet på 27–30 passagerare fördelat på 13 hytter. Den har också en besättning på 60–71 besättningsmän och minst en helikopter.

## Galleri

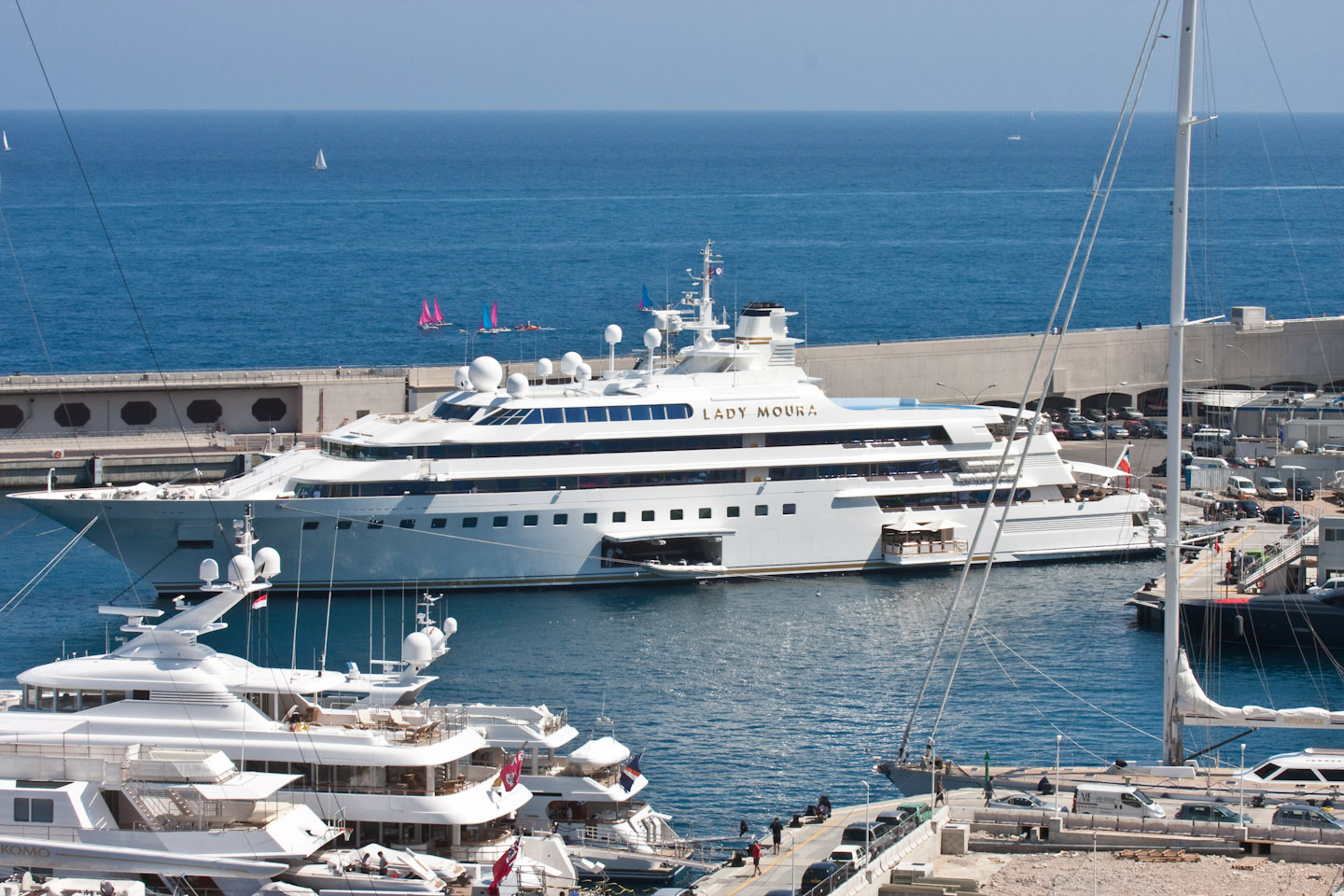
Lady Moura i Port Hercule i Monaco i juli 2008.
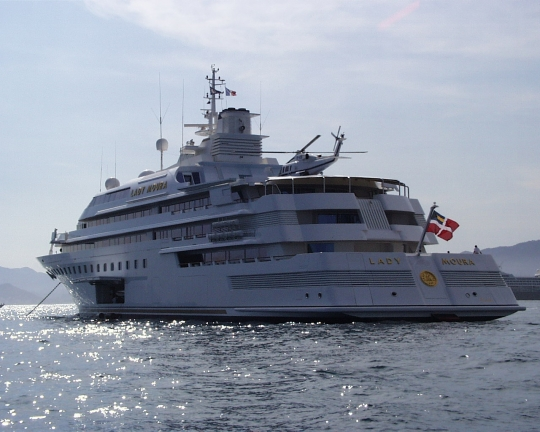
Lady Moura utanför Saint-Jean-Cap-Ferrat i Frankrike i september 2007.